# 188-as busz (Budapest, 1977–1995)
A budapesti 188-as jelzésű autóbusz Törökbálint, Munkácsy Mihály utca és az  Újligeti lakótelep, Márta utca között közlekedett. A vonalat a Budapesti Közlekedési Vállalat üzemeltette. Az első olyan BKV-járat volt, mely nem érintette Budapest közigazgatási területét.

## Története
1976. november 1-jén 88Y jelzéssel új járat indult Törökbálint-Újliget és a Munkácsy Mihály utca között. Az 1977. január 1-jei átszámozásokkor a 188-as számot kapta. 1995. február 28-án üzemzárással megszűnt, helyette Volán-járatok érintették Újligetet.
Az Újligeti lakótelephez 2013. március 1-jétől újra jár busz 172E jelzéssel, mely 2014. március 29-étől 172-es, majd 2015. augusztus 31-étől 172B jelzéssel közlekedik.

## Útvonala
| Újligeti lakótelep, Márta utca felé: | Törökbálint, Munkácsy Mihály utca felé: |
| --- | --- |
| Törökbálint, Munkácsy Mihály utca vá. – Munkácsy Mihály utca – Kápolna utca – Diósdi út – Hegyalja utca – Újligeti lakótelep, Márta utca vá. | Újligeti lakótelep, Márta utca vá. – Hegyalja utca – Diósdi út – Kápolna utca – Munkácsy Mihály utca – Bartók Béla utca – Bajcsy-Zsilinszky utca – Baross Gábor utca – Szent István utca – Törökbálint, Munkácsy Mihály utca vá. |

## Megállóhelyei
| 0 | Törökbálint, Munkácsy Mihály utca végállomás | 5 | 72, 88 |
| ∫ | Szent István utca                            | 4 | 72, 88 |
| ∫ | Baross utca                                  | 3 | 72, 88 |
| 1 | Bartók Béla út                               | ∫ | 72, 88 |
| 2 | Diósdi út                                    | 2 |        |
| 3 | Liliom utca                                  | 1 |        |
| 4 | Újligeti lakótelep, Márta utca végállomás    | 0 |        |